# Damon Wayans
Damon Kyle Wayans, Sr, född 4 september 1960 i Harlem i New York, är en amerikansk skådespelare, komiker, författare och producent. Hans genombrott kom genom medverkan i In Living Color 1990–1992 och sedan dess har han medverkat i många filmer och TV-serier.
Wayans föddes i New York och kommer från filmfamiljen Wayans. Han har fem systrar och fyra bröder, av vilka flera i likhet med honom själv är verksamma i underhållningsbranschen: Kim Wayans, Marlon Wayans, Keenen Ivory Wayans, Shawn Wayans och Dwayne Wayans. Han har fyra barn varav det äldsta är skådespelaren Damon Wayans Jr.
Han började med stå upp-komik 1982 och 1985–1986 var han med i Saturday Night Live. Tillsammans med brodern Keenen skapade Wayans komediserien In Living Color.

## Filmografi i urval
- 1984 – Snuten i Hollywood
- 1987 – Roxanne
- 1988 – Punchline
- 1991 – Den siste scouten
- 1993 – Den siste actionhjälten
- 1995 – Major Payne